# Банзе, Эвальд
Эвальд Банзе (нем. Ewald Banse; 23 мая 1883, Брауншвейг — 31 октября 1953, Брауншвейг, Нижняя Саксония) — немецкий военный писатель

, историк пангерманизма, географ, педагог.

## Биография
Образование получил в Ростокском, Берлинском и Университете Галле.
С 1906 года много путешествовал, особенно на Ближний Восток. Свои путешествия он описал в многочисленных монографиях (в том числе, «Египет», 1909, «Восток», 1910, «Триполи», 1912, «Турция», 1915).
В 1918—1923 годах жил и работал в Брауншвейге. С февраля 1933 года преподавал военные науки в Брауншвейгском техническом университете. В 1933—1934 год — почётным профессор культурной географии и военных наук там же, затем преподавал в Техническом университете в Ганновере, с 1940 по 1942 год — в педагогическом училище в Брауншвейге.
С 1933 года — член НСДАП.
Издал несколько книг по военной и географической тематике, стал популярным в нацистской Германии, как бескомпромиссный защитник варварских методов ведения войны. Одна из основных работ Э. Банзе — «Пространство и люди в мировой войне». В ней Банзе превозносит национальное сознание как «самоуважение и здоровый эгоизм», отвергая интернационализм как «самоограничение и вырождение генофонда».

Автор утверждал, что «сила оружия влечёт сама по себе» и рассматривал войну как географический феномен. Банзе воспевал культ войны: «Война получает подпитку из духовной и экономической мощи страны, а деятельность вождей претворяет её в жизнь в форме боевых действий. Война предоставляет куда лучшие возможности для управления государством, чем можно было бы ожидать». Рассматривая мирное существование как некий идеал, Банзе вместе с тем утверждал, что в нём содержится риск стагнации, застоя, война же, напротив, — величайшее стимулирующее средство для духовного роста. Самым запутанным местом в теории Банзе является то, где он рассматривает «действительно воинственного индивида» как человека, который живёт, чтобы сражаться, а не сражается, чтобы жить. Такой человек, по мнению Банзе, с орлиным взглядом, всегда готов воспользоваться случаем повоевать. Такие люди рождаются воинами, не раздумывая бросаются в бой, им не известны желания избежать схватки, они стремятся к ней и встречают её с радостью. Они абсолютно непригодны для гражданской жизни. Подобный сорт людей сражается ради самого сражения, а не просто защищая свой дом и очаг, они олицетворяют сущность подлинной нордической аристократии запада. Далее Банзе противопоставляет величественного человека-воина и «миролюбца, пацифиста». Последний готов терпеть любое унижение, лишь бы избежать войны. Его тусклый невыразительный взгляд отражает рабскую покорность, его неуклюжее тело создано лишь для работы. Он рожден домоседом. Для такого «буржуа или обывателя» воин представляется заклятым врагом. Банзе с презрением отвергает подобного миролюбца, который «дорожит честью и славой меньше, чем собственной ничтожной жизнью».
Перед германским возрождением, по мнению Банзе, стоят две принципиальные задачи:
1) вызвать из глубин прошлого германский дух, дабы исполнить свое национальное, культурное и политическое предназначение ради того, чтобы на германской земле и мысли, и дела, и речи — все было бы германским;
2) объединить все германские территории, на всем протяжении, в единое и, следовательно, могущественное государство, границы которого были бы гораздо шире, чем границы 1914 года.
Он настаивал на том, что подготовка к предстоящим войнам не должна ограничиваться созданием, оснащением и обучением дееспособной армии, но необходимо идти путём подготовки сознания всего народа к войне, необходимо использовать все достижения науки, дабы подчинить себе условия, определяющие ход войны как таковой, вырабатывающие стойкость. — «Энциклопедия Третьего Рейха» под. ред. Воропаев, С.; Егазаров, А. М. Локид 1996
Присваивая себе роль военного эксперта, Э. Банзе, в сущности, основывался на идеях Гитлера, изложенных им в «Майн кампф».
Э. Бансе был современником Гитлера и Ататюрка и духовно связан с обоими политиками.
В работе «Ausrottung besonders unbotmäßiger Orientalen» приветствовал геноцид армян в Османской империи (1915) союзников Германской империи и более позднюю политику вестернизации при Ататюрке в Турции.
После Второй мировой войны некоторые из его книг были включены в список запрещённой литературы в советской зоне оккупации. В ФРГ, однако, вплоть до его смерти, Бансе продолжал считаться уважаемым географом, исследователем Африки и экспертом по Востоку. В 1957 году городская библиотека Брауншвейга приобрела коллекцию книг (5000 шт.) Э. Бансе.

### Избранные работы
- Geographie (1907)
- Fünf Landschaftstypen aus dem Orient (1908)
- Ägypten (1909)
- Die Atlasländer (1910)
- Der arabische Orient (1910)
- Durch den Norden Mesopotamiens (1911)
- Tripolis (1912)
- Am Euphrat, Deutsche Rundschau für Geographie (1913)
- Auf den Spuren der Bagdadbahn (1913)
- Das Orientbuch (1913/14)
- Die Erde (1913/14)
- Illustrierte Länderkunde (1914)
- Die Türkei (1916/19)
- Wüsten, Palmen und Basare (1921)
- Harem, Sklaven, Karawanen (1921)
- Tausendundeine Nacht (1922)
- Die Waage der Herzen — Menschen und Dinge aus dem Morgenlande (1922)
- Abendland, Morgenland und Mittagsland (1923)
- Lexikon der Geographie (1923)
- Die Seele der Geographie (1924)
- Sonnensöhne (1925)
- Niedersachsen und Braunschweig in neugeographischer Darstellung (1925)
- Abendland und Morgenland (1926)
- Das Buch vom Morgenlande (1926)
- Landschaft und Seele (1928)
- Der Atem des Morgenlandes (1929)
- Frauen des Morgenlandes (1929)
- Buch der Länder — Landschaft und Seele der Erde (1930)
- Rund um die Erde — Völker-, Landschafts- und Seelenkunde (1931)
- Das Beduinenbuch (1931)
- Deutsche Landeskunde (1932)
- Das deutsche Mittelgebirsgland (1932)
- Weiße in aller Welt (1932)
- Große Forschungsreisende (1933)
- Germany Prepares for War! (1934)
- Das deutsche Tiefland (1935)
- Deutschland in aller Welt (1937)
- Kleine Geschichten aus Asien (1938)
- Entwicklung und Aufgabe der Geographie (1953)
- Alexander von Humboldt (1953)

## Запрещённые работы Э. Бансе
В 1946 году
- Raum und Volk im Weltkriege (1932)
- Geographie und Wehrwille (1933)
- Wehrwissenschaft (1934)
- Landschafts- und Stammesfragen in Deutschland (1934)
- Was der Deutsche vom Auslande wissen muß (1934)
- Lehrbuch der organischen Geographie (1937)
- Unsere großen Afrikaner (1940)
- Volk und Lebensraum (1941)

В 1948 году
- Niedersachsen — Mensch, Landschaft, Kultur und Wirtschaft (1937)
- Deutschland — Mensch, Landschaft, Kultur und Wirtschaft (1938)

В 1953 году
- Wittekind (1932)